# والتر مكوي
والتر مكوي (بالإنجليزية: Walter McCoy) هو منافس ألعاب قوى أمريكي، ولد في 15 نوفمبر 1958 في دايتونا بيتش في الولايات المتحدة.

## وصلات خارجية
- والتر مكوي على موقع الاتحاد الدولي لألعاب القوى (الإنجليزية)
- والتر مكوي على موقع أوليمبيديا (الإنجليزية)